# Woost
Woost is een Nederlandse indierockband die werd opgericht in 2002.
Op 14 mei 2010 verscheen het album 6 Minutes South op Morning Coffee Records, het platenlabel van zangeres Marike Jager.

## Discografie

### Albums
- 2002: Woost (demo)
- 2003: Red EP (ep)
- 2005: Colour My Skin (cd, In Goat We Trust Records)
- 2006: Rumour. Open Your Ears (cd, Hazelwood Benelux)
- 2008: Welcome To Teleskopia (cd, My First Sonny Weissmuller Recordings/Konkurrent)
- 2010: 6 Minutes South (cd, Morning Coffee Records)